# Jiří Dynda (religionista)
Jiří Dynda (* 1988 Jindřichův Hradec) je český religionista, působící ve Slovanském ústavu Akademie věd České republiky.

## Životopis
V roce 2015 vystudoval religionistiku na Filosofické fakultě Univerzity Karlovy, kde v roce 2021 na Ústavu filosofie a religionistiky dokončil doktorské studium s disertační prací Bohové a běsi: Konstrukce slovanského pohanství ve středověkých písemných pramenech. Působí jako vědecký pracovník na Oddělení paleoslovenistiky a byzantologie Slovanského ústavu Akademie věd České republiky a externě přednáší na Ústavu filosofie a religionistiky FF UK. 
V roce 2022 obdržel Cenu Učené společnosti České republiky v kategorii mladší vědecký pracovník "za mimořádný vědecký přínos v oblasti paleoslovenistiky a ve výzkumu předkřesťanského náboženství Slovanů."
V roce 2023 byl oceněn prestižní Prémií Otto Wichterleho, která je udělována "perspektivním vědcům a vědkyním z Akademie věd ČR, kteří dosahují špičkových výsledků ve svých oborech."

## Odborné zaměření
Odborně se zaměřuje na předkřesťanská náboženství Slovanů a na teorii a metodologii religionistiky. Zabývá se zejména analýzou písemných pramenů latinských a církevněslovanských týkajících se christianizace Slovanů, otázkou pohansko-křesťanského synkretismu ve středověké lidové kultuře, slovanskou folklorní tradicí, paleoslovenistikou a staroslověnskou lexikografií.

## Vybrané publikace

### Dílo
- DYNDA, Jiří. Slovanské pohanství ve středověkých ruských kázáních. Praha: Scriptorium, 2019 ISBN 978-80-88013-87-7.
- DYNDA, Jiří. Slovanské pohanství ve středověkých latinských pramenech. V Praze: Scriptorium, 2017 a 2023 ISBN 978-80-88013-52-5; 978-80-7649-050-5.
- DYNDA, Jiří. Svjatogor : smrt a iniciace staroruského bohatýra. Červený Kostelec: Pavel Mervart ISBN 978-80-7465-242-4.
- Staré baby : ženy a čas ve středověké Evropě. Praha: Nakladatelství Lidové noviny 2021 ISBN 978-80-7422-786-8.

### Studie a články
- Dynda, Jiří, „Forgery of Paganism, or Forgery of Science? On the latest attempt to discard Slavic pagan religion“, in: Slavia: Časopis pro slovanskou filologii 90/4, 2021, s. 478–487.
- Drápelová, Pavla – Jiří Dynda, „Prokopios o náboženství Sklavénů: Možnosti výkladu jedinečné zprávy“, in: Dějiny a současnost 9/2021, s. 41–43.
- Dynda, Jiří, „Religion with no Voice: Literary Construction of Slavic Paganism“, in: Nicolas Jansens – Tomáš Klír – Vít Boček (eds.), New perspectives on the Early Slavs and the rise of Slavic: Contact and migrations, (Empirie und Theorie der Sprachwissenschaft, Band 4), Heidelberg: Winter Verlag, 2020, s. 127–150.
- Dynda, Jiří, „Jaki jest cel badań nad religią pogańskich Słowian?“, in: Grzegorz Antosik – Michał Łuczyński (eds.), Badania nad wierzeniami Słowian. Wczoraj, dziś, jutro, Owidz: Muzeum Mitologii Słowiańskiej, 2020, s. 45–55.
- Dynda, Jiří, „Slavic Anthropogony Myths: Body and Corporeality in the Slavic Narratives about the Creation of Man“, in: Patrice Lajoye (ed.), New researches on the religion and mythology of the Pagan Slavs, Caen: Lingva, 2019, s. 7–24.
- Dynda, Jiří, „České a moravské pohanství“, in: Ivo Štefan & Martin Wihoda (eds.), Kostel Panny Marie na Pražském hradě: Dialog nad počátky křesťanství v Čechách (Prameny české historie, sv. 3), Praha: Nakladatelství Lidové noviny, 2018, s. 29–55.
- Dynda, Jiří, „Poslední pohanská svatyně: Saxo Grammaticus a pád Arkony na Rujáně roku 1168“, in: Dějiny a současnost XL/10 (2018), s. 46–49.
- Dynda, Jiří, „Rusalki: Anthropology of Time, Death, and Sexuality in Slavic Folklore“, in: Studia Mythologica Slavica 20 (2017), s. 83–190.
- Dynda, Jiří, „Slovanská hippomancie: Koňský divinační rituál jako mediátor v symbolické soustavě slovanského pohanství“, in: Studia Mythologica Slavica 19 (2016), s. 61–85.
- Dynda, Jiří, „Mezi ‚pohanstvím‘ a křesťanstvím: Homiliář opatovický jako pramen pro studium archaického slovanského náboženství?“ in: Markus Giger, Hana Kosáková & Marek Příhoda, (eds.), Křižovatky Slovanů, Červený Kostelec: Pavel Mervart, 2015, s. 185–206.
- Dynda, Jiří, „The Three-Headed One at the Crossroad: A Comparative Study of the Slavic God Triglav“, in: Studia Mythologica Slavica 17 (2014), s. 57–82.